# Ludwig von Paulsdorff
Ludwig Gotthilf Erdmann von Paulsdorff (* 8. November 1769 in Breslau; † 9. August 1830 in Swinemünde) war ein preußischer Generalmajor und Herr auf Paulsdorf im Kreis Cammin.

## Leben

### Herkunft
Er war der Sohn von Ernst Ludwig von Paulsdorff (* 1723; † 5. September 1791) und dessen Ehefrau Rahel Dorothea, geborene von Lüttichau (* 1753; † 19. April 1789). Sein Vater war preußischer Oberst und diente als Assessor im 7. Departement des Oberkriegskollegiums.

### Militärkarriere
Paulsdorff trat im Jahr 1784 als Gefreitenkorporal in das Infanterieregiment „von Braunschweig-Wolfenbüttel“ der Preußischen Armee ein. Drei Jahre später folgte seine Versetzung als Junker in das Dragonerregiment „von Goetzen“, in dem Paulsdorff bis Juli 1791 zum Sekondeleutnant avancierte. Im Ersten Koalitionskrieg kämpfte er bei der Kanonade von Valmy, der Schlacht bei Kaiserslautern sowie den Gefechten bei Homburg, Limbach, Hornbach, Nutzweiler, Weißenburg, Stromberg und Eschweiler. Am 27. Juli 1801 stieg er zum Premierleutnant auf und kurz vor dem Beginn des Vierten Koalitionskriegs wurde Paulsdorff am 13. September 1806 zum Stabskapitän befördert. Im Krieg kämpfte er in der Schlacht bei Auerstedt, kam auf dem Rückzug in die Festung Stettin und geriet mit der dortigen Kapitulation kurzzeitig in Kriegsgefangenschaft. Nach seiner Entlassung und dem Frieden von Tilsit wurde Paulsdorff inaktiv gestellt.
Am 17. Mai 1809 wurde Paulsdorff dem Neumärkischen Dragoner-Regiment aggregiert und kam am 7. Juni 1809 als Adjutant zu Oberst von Heister mit einem Gehalt von 40 Talern und drei Rationen. Am 5. Februar 1810 folgte seine Beförderung zum Kapitän sowie am 14. März 1812 zum Major. Während des Russlandfeldzuges war Paulsdorff 1812 zunächst Adjutant des Oberst von Jeanneret, dann von Oberst von Corswant. In dieser Eigenschaft nahm er an den Kämpfen bei Eckau, Wollgund und Klievenhof teil.
Am 20. März 1813 kam Paulsdorff als Adjutant zu General von Katzler. Während der Befreiungskriege kämpfte er in den Schlachten bei Großgörschen, Bautzen, Katzbach, Leipzig, Laon, Paris, Ligny, Belle Alliance sowie dem Übergang bei Wartenburg und den Gefechten bei Colditz, La Chaussee, Montmirail, Oulchy le Chateau sowie der Belagerung von Maulbeuge. Für Bautzen erhielt Paulsdorff das Eiserne Kreuz II. Klasse und den Orden der Heiligen Anna II. Klasse, für Katzbach den Orden des Heiligen Wladimir IV. Klasse sowie für Belle Alliance das Eiserne Kreuz I. Klasse.
Am 3. Oktober 1815 wurde er mit Patent vom 7. Oktober 1815 zum Oberstleutnant befördert und am 2. März 1816 dem Regiment Königin-Dragoner aggregiert. Mit Patent vom 5. April 1819 wurde Pulsdorff am 30. März 1819 Oberst. Am 3. April 1820 wurde er zum Kommandeur des 8. Ulanen-Regiments ernannt, ohne das Paulsdorff jedoch das entsprechende Gehalt erhielt. Daher wurde ihm am 4. Mai 1822 eine Zulage von 200 Talern bewilligt. Am 20. März 1829 erhielt Paulsdorff seinen Abschied als Generalmajor mit einer jährlichen Pension von 1750 Talern. Er starb am 9. August 1830 in Swinemünde.
General Katzler schreib in seiner Beurteilung im Jahr 1815: „Ist seit mehr als 10 Jahren Adjutant, hat bei den verschiedenen Generalen, wobei er diesen Posten bekleidet, Gelegenheit gehabt, seine Kenntnisse zu bewähren. Seine Führung ist untadelhaft und sieht er eine Allerhöchsten Berücksichtigung zum Avancement so vertrauensvoll als baldigst entgegen.“

### Familie
Paulsdorff war dreimal verheiratet. Seine erste Frau war Emilie von Stutterheim. Danach heiratete er Henriette Helene Charlotte von Strantz (* 31. März 1777; † 1863), eine Tochter des Generalmajors Hans von Strantz. Diese Ehe wurde am 4. Dezember 1817 geschieden. In dritter Ehe war Paulsdorff seit dem 6. April 1818 mit Marianne Friederike Leopoldine Schlegel (* 1792; † 24. Juli 1869), einer Tochter des Münzdirektors Johann Andreas Schlegel († 26. September 1815) verheiratet.
Nach dem Adelslexicon der Preußischen Monarchie ist die Familie Paulsdorff am 3. Juni 1843 mit dem Major E. von Paulsdorff ausgestorben.